# جيرالدين دوسن
رهف ال سعد (بالإنجليزية: Rahaf Alsaad)‏ هي موظفة متواضعة سعودية، (و. ٢٠٠٠).